# Ese Brume
Ese Brume (Ughelli, 20 de enero de 1996) es una deportista nigeriana que compite en atletismo, especialista en la prueba de salto de longitud.
Participó en dos Juegos Olímpicos de Verano, obteniendo una medalla de bronce en Tokio 2020 y el quinto lugar en Río de Janeiro 2016.
Ganó dos medallas en el Campeonato Mundial de Atletismo, plata en 2022 y bronce en 2019, y una medalla de plata en el Campeonato Mundial de Atletismo en Pista Cubierta de 2022.

## Palmarés internacional
| Juegos Olímpicos                     | Juegos Olímpicos        | Juegos Olímpicos  | Juegos Olímpicos  |
| Año                                  | Lugar                   | Medalla           | Prueba            |
| ------------------------------------ | ----------------------- | ----------------- | ----------------- |
| 2020                                 | Tokio (Japón)           | Medalla de bronce | Salto de longitud |
| Campeonato Mundial                   |                         |                   |                   |
| Año                                  | Lugar                   | Medalla           | Prueba            |
| 2019                                 | Doha (Catar)            | Medalla de bronce | Salto de longitud |
| 2022                                 | Eugene (Estados Unidos) | Medalla de plata  | Salto de longitud |
| Campeonato Mundial en Pista Cubierta |                         |                   |                   |
| Año                                  | Lugar                   | Medalla           | Prueba            |
| 2022                                 | Belgrado (Serbia)       | Medalla de plata  | Salto de longitud |